# Acerophagus ampyx
Acerophagus ampyx is een vliesvleugelig insect uit de familie van de Encyrtidae. De wetenschappelijke naam is voor het eerst geldig gepubliceerd in 2010 door John Noyes.